# Thomas Köhler

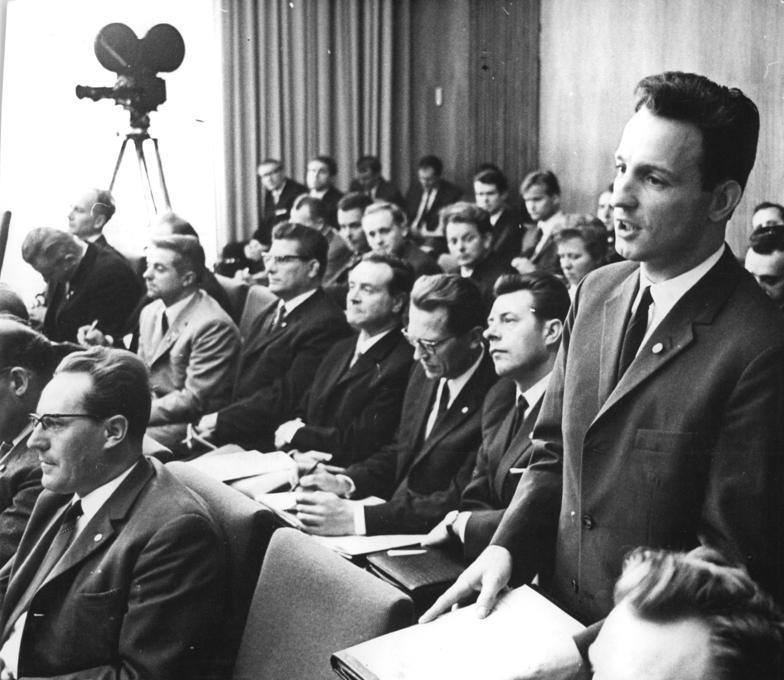
Thomas Köhler en 1968.

Thomas Köhler, né le 25 juin 1940 à Zwickau, est un ancien lugeur est-allemand (aujourd'hui allemand). Il a pratiqué ce sport au plus haut niveau durant les années 1960 et a remporté deux titres olympiques (individuel en 1964 et en double en 1968) ainsi qu'une médaille d'argent (en individuel en 1968). Il compte par ailleurs trois titres de champion du monde (individuel en 1962 et 1967, double et 1967).

## Palmarès
| Compétitions / Année    | Compétitions / Année | 1962 | 1963 | 1964 | 1965 | 1966 | 1967 | 1968 |
| ----------------------- | -------------------- | ---- | ---- | ---- | ---- | ---- | ---- | ---- |
| Jeux olympiques d'hiver | Individuel           |      |      | 1er  |      |      |      | 2e   |
| Jeux olympiques d'hiver | Double               |      |      |      |      |      |      | 1er  |
| Championnats du monde   | Individuel           | 1er  |      |      |      |      | 1er  |      |
| Championnats du monde   | Double               |      |      |      | 2e   |      | 1er  |      |